# Papenhusen
Papenhusen är en ortsteil i kommunen Stepenitztal i Landkreis Nordwestmecklenburg i förbundslandet Mecklenburg-Vorpommern i Tyskland. Papenhusen var en kommun fram till 25 mars 2014 när den uppgick i Stepenitztal. Papenhusen hade 330 invånare 2014.